# Stuart Townend
Stuart Townend (eigentlich Henry Stewart Townend; * 24. April 1909 in Shropshire; † 26. Oktober 2002 in London) war ein britischer Leichtathlet, Offizier und Schulleiter.
Der Mittelstreckenläufer und Sprinter wurde bei den British Empire Games 1930 in Hamilton Sechster über 880 Yards und siegte mit der englischen 4-mal-440-Yards-Stafette.
Von 1931 bis 1947 diente er in der British Army, zuletzt im Rang eines Oberstleutnants. Bei den Olympischen Spielen 1948 in London organisierte er die Beherbergung der Sportler, wofür er 1949 als Officer of the Order of the British Empire ausgezeichnet wurde. Bei den Britischen Unterhauswahlen 1950 kandidierte er erfolglos für die Liberal Party.
1951 gründete er die Hill House School in London, eine private Vor- und Grundschule, die er bis zu seinem Tod leitete. Deren berühmtester Schüler war Prinz Charles, der sie 1956 und 1957 neun Monate lang besuchte.